# Strączno (przystanek kolejowy)
Strączno – przystanek kolejowy, a dawniej stacja kolejowa w Strącznie w województwie zachodniopomorskim, w Polsce.

## Ruch pasażerski
| Rok  | Wymiana pasażerska na dobę |
| ---- | -------------------------- |
| 2017 | 10-19                      |
| 2022 | 10-19                      |